# Губка Менгера

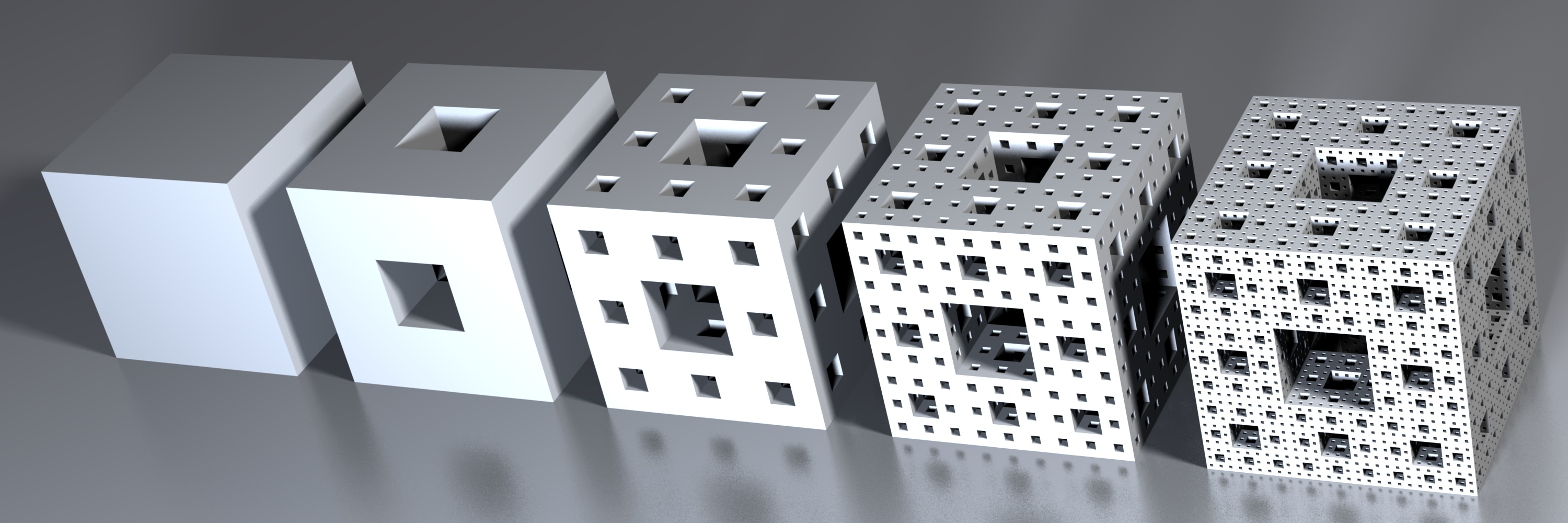
5 ітерацій

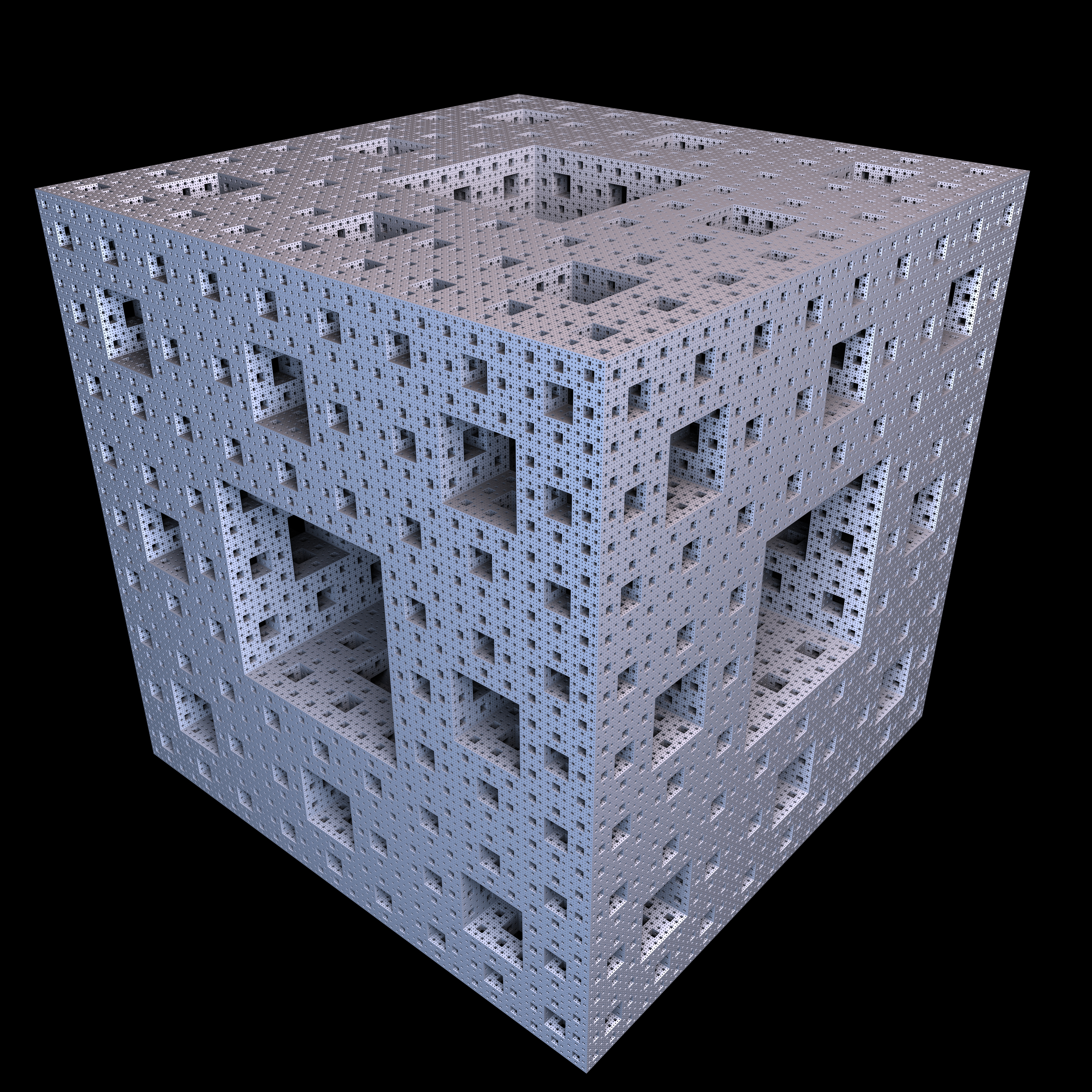
На 6-й ітерації

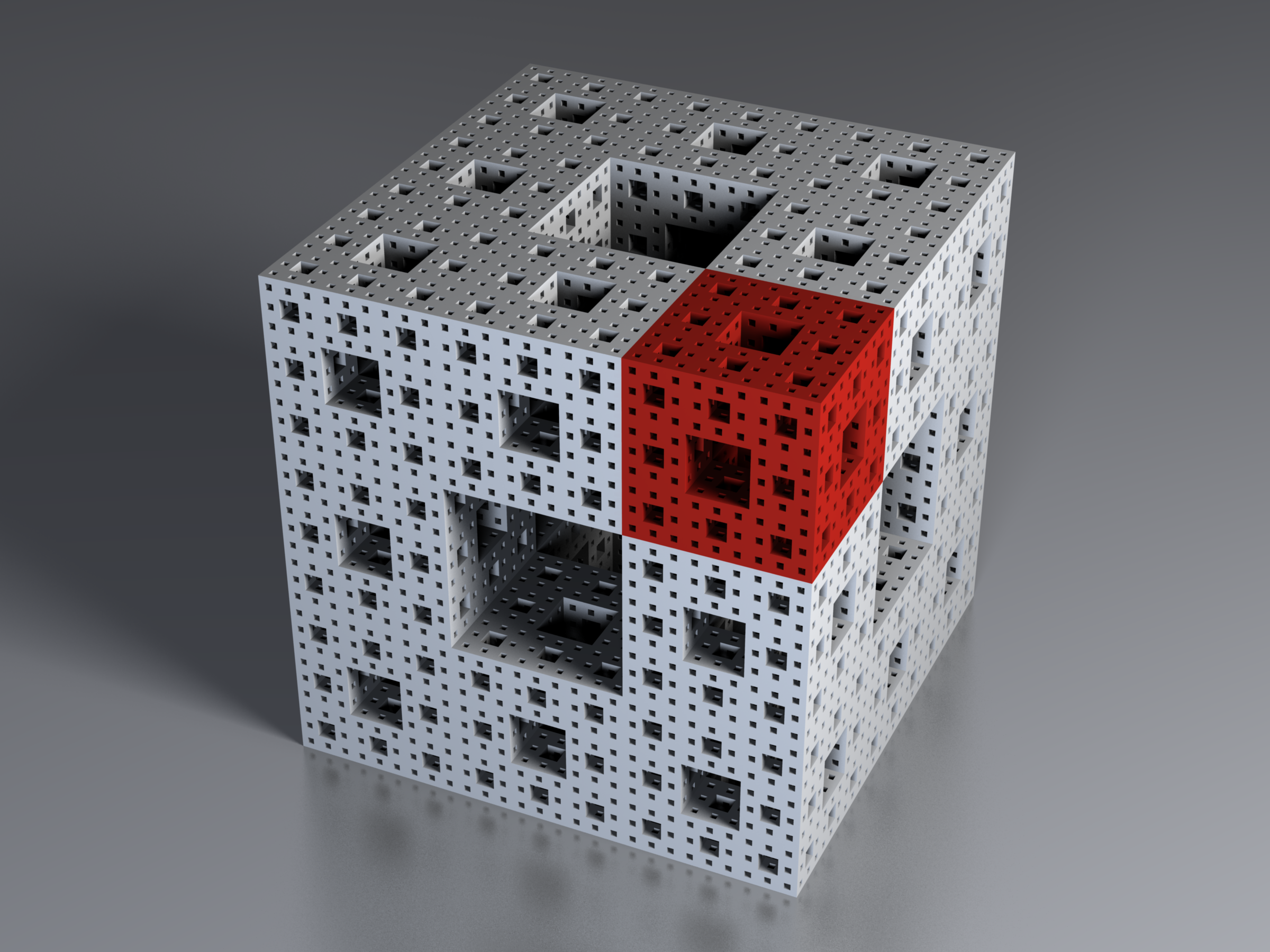
Губка Менгера після 4-х ітерацій

Губка Менгера — геометричний фрактал, один з тривимірних аналогів килима Серпінського.

## Побудова

### Ітеративний метод
Куб {\displaystyle C_{0}} з ребром 1 ділять площинами, паралельними його граням, на 27 рівних кубів.
З куба {\displaystyle C_{0}} видаляють центральний куб і всі прилеглі до нього по двовимірних гранях куби такого ж розміру.
Лишається множина {\displaystyle C_{1}}, що складається з решти 20 замкнутих кубів «першого рангу».
Вчинивши так само з кожним з кубів першого рангу, отримаємо множину {\displaystyle C_{2}}, що містить 400 кубів другого рангу.
Продовжуючи цей процес нескінченно, одержимо нескінченну послідовність: {\displaystyle C_{0}\supset C_{1}\supset \dots \supset C_{n}\supset \dots }, 
перерізом членів якої є губка Менгера.

### Метод хаосу
1. Задаються координати 20 точок-атракторів. Ними є 8 вершин і 12 середин ребер вихідного куба {\displaystyle C_{0}}.
2. Ймовірнісний простір {\displaystyle (0;1)} розбивається на 20 рівних частин, кожна з яких відповідає одному атрактору.
3. Задається деяка початкова точка {\displaystyle P_{0}}, що лежить всередині куба {\displaystyle C_{0}}.
4. Початок циклу побудови точок, що належать множині губки Менгера.
  1. Генерується випадкове число {\displaystyle n\in (0;1)}.
  2. Активним атрактором стає той, на ймовірнісний підпростір якого випало згенероване число.
  3. Будується точка {\displaystyle P_{i}} з новими координатами: {\displaystyle x_{i}={\frac {x_{i-1}+2x_{A}}{3}};y_{i}={\frac {y_{i-1}+2y_{A}}{3}};z_{i}={\frac {z_{i-1}+2z_{A}}{3}}}, де: {\displaystyle x_{i-1},y_{i-1},z_{i-1}} – координати попередньої точки {\displaystyle P_{i-1}}; {\displaystyle x_{A},y_{A},z_{A}} – координати активної точки-атрактора.
5. Повернення до початку циклу.

Губка Менгера складається з 20 однакових частин, коефіцієнт подібності 1/3.

## Властивості
- Кожна грань вихідного куба виглядає як килим Серпінського.
- Губка Менгера має проміжну (тобто не цілу) хаусдорфову розмірність, яка дорівнює {\displaystyle \ln 20/\ln 3\approx 2,73} оскільки вона складається з 20 рівних частин, кожна з яких подібна всій губці з коефіцієнтом подібності 1/3.
- Губка Менгера має топологічну розмірність 1, більше того
  - Губка Менгера топологічно характеризується як одновимірний зв'язний локально зв'язний метризовний компакт, що не має точок локального розбиття (тобто для будь-якого зв'язного околу {\displaystyle U} будь-якої точки {\displaystyle x\in M} множина {\displaystyle U\backslash x} зв'язна) і не має непорожніх відкритих і вкладених у площину підмножин.
- Губка Менгера є універсальною кривою Урисона, тобто вона має таку властивість, що яка б не була крива Урисона {\displaystyle C}, в губці Менгера знайдеться підмножина {\displaystyle C'}, гомеоморфна {\displaystyle C}.
- Губка Менгера має нульовий об'єм, але нескінченну площу граней. Об'єм визначається формулою 20/27 на кожну ітерацію.

## Фільм
На основі губки Менгера французьким інженером ЛеМаршаном з серії фільмів Повсталий з пекла була побудована скринька.